# 부드런 따라보기
시각에 대한 과학적 연구에서, 부드런 따라보기(smooth pursuit, 원활 추종운동, 매끈 눈 따라보기, 원활 추종 눈 운동)은 눈이 움직이는 물체에 고정된 채로 있는 눈의 움직임 유형을 설명한다. 시각 동물이 자발적으로 주시를 바꿀 수 있는 두 가지 방법 중 하나이며, 다른 하나는 홱보기 눈 움직임이다. 추적은 머리가 움직이는 동안만 발생하고 고정된 물체에 대한 시선을 안정시키는 전정-안구 반사와 다르다. 대부분의 사람은 움직이는 시각 신호 없이는 추적을 시작할 수 없다. 30°/초 이상의 속도로 움직이는 표적을 추적하려면 따라잡기 주시가 필요한 경향이 있다. 부드러운 추적은 비대칭적이다. 대부분의 인간과 영장류는 따라잡기 주시를 하지 않고도 부드럽게 추적할 수 있는 능력에 따라 정의되는 대로 수평적 부드러운 추적보다 수직적 부드러운 추적에 더 능숙하다. 대부분의 인간은 또한 위쪽 추적보다 아래쪽 추적에 더 능숙하다. 추적은 지속적인 시각적 피드백에 의해 수정된다.

## 같이 보기
- 홱보기
- 안뜰눈 반사
- 주시 (시각)
- 주시 반사
- 눈돌림 신경핵